# Krzysztof Smela
Krzysztof Smela (ur. 23 lipca 1959 w Starym Broniszewie) – polski samorządowiec, polityk PSL, w latach 1995–2014 wójt gminy Mykanów, od 2017 starosta powiatu częstochowskiego.

## Życiorys
Syn Józefa i Janiny. Od lutego do sierpnia 1983 pracował jako funkcjonariusz Milicji Obywatelskiej. W latach 1987–1995 był dyrektorem Szkoły Podstawowej im. Tadeusza Kościuszki w Wierzchowisku. Od 1994 do 1998 był radnym województwa częstochowskiego oraz w tym samym okresie radnym gminy Mykanów. Od 1998 do 2002 był radnym powiatu częstochowskiego. Od 1995 był wójtem gminy Mykanów, wybranym przez radę gminy. W wyborach bezpośrednich był wybierany na stanowisko wójta w 2002, 2006 i 2010. W 2014 przegrał wybory z Dariuszem Pomadą. W 2014 został wybrany na członka zarządu powiatu częstochowskiego, a 9 lutego 2017 został wybrany na starostę powiatu częstochowskiego przez radę powiatu z powodu wcześniejszej rezygnacji Andrzeja Kwapisza. W 2018 został wybrany z listy swojej partii w wyborach do rady powiatu częstochowskiego, zdobywając najwyższy wynik spośród wszystkich kandydatów na radnych w powiecie.
W latach 2002–2014 był prezesem Zarządu Związku Komunalnego Gmin ds. wodociągów i kanalizacji w Częstochowie. Został też przewodniczącym LZS w Częstochowie, prezesem Zarządu Powiatowego OSP w Częstochowie oraz szefem struktur powiatowych Polskiego Stronnictwa Ludowego. Z listy tej partii w 2007, 2011 i 2019 kandydował bez powodzenia do Sejmu.
W wyborach parlamentarnych w 2023 z ramienia Trzeciej Drogi kandydował do Senatu w ramach Paktu Senackiego w podczęstochowskim okręgu nr 68. Zdobył 59 305 głosów i 29,17%, zajmując drugie miejsce za kandydatem Ryszardem Majerem z Prawa i Sprawiedliwości.
Otrzymał Srebrny (2001) i Złoty (2009) Krzyż Zasługi.